# Guarani das Missões

Guarani das Missões este un oraș în Rio Grande do Sul (RS), Brazilia.